# Víctor Algarañaz
Víctor Celestino Algarañaz (Santa Cruz de la Sierra, 6 aprile 1926 – ...) è stato un calciatore boliviano, di ruolo attaccante.

## Carriera
Prese parte con la nazionale bolivia ai Mondiali del 1950.
Disputò inoltre con la Bolivia il Campeonato Sudamericano nel 1949 .